# Sicyases
Sicyases es un género de peces de la familia Gobiesocidae. Fue descrito por Johannes Peter Müller y Franz Hermann Troschel en 1843.

## Especies
- Sicyases brevirostris (Guichenot, 1848)
- Sicyases sanguineus J. P. Müller y Troschel, 1843